# Kazakhstan Open 2013
Het Kazakhstan Open  is een golftoernooi van de Europese Challenge Tour. De 10de editie wordt van 19-22 september 2013 voor de 6de keer gespeeld  op de Nurtau Golf Club in Almaty. Het prijzengeld is € 400.000 waarvan de winnaar € 64.000 krijgt.
Nog drie toernooien en de Grand Final en dan is het seizoen van de Challenge Tour voorbij. De top-15 van de Order of Merit (OoM) van de Challenge Tour promoveren daarna naar de Europese Tour. 

## Verslag
Er doen vijf Nederlanders mee. In het schema hieronder staat de positie op de Order of Merit (OoM) voor de aanvang van het toernooi. Daan Huizing steeg naar de 3de plaats na het winnen van de Kharkov Superior Cup, en is verzekerd van promotie naar de Europese Tour. Tim Sluiter kan ook nog in de top-15 komen om te promoveren. Voor Wil Besseling zal dat moeilijk zijn, hij moet nog ruim € 25.000 verdienen. De speler die deze week als 3de eindigt, verdient €28.000.

Pierre Relecom is de enige Belg op dit toernooi. Voor hem is het belangrijk zoveel mogelijk in de OoM te stijgen om zijn categorie voor 2014 te verbeteren, en daarmee het aantal toernooien te verhogen dat hij zal kunnen spelen. 

### Ronde 1
Jeppe Huldahl ging aan de leiding met een ronde van 63, geholpen door drie eagles. Chan Kim was al binnen met -7 en werd opzij geschoven naar de 2de plaats. Tim Sluiter maakte acht birdies en eindigde op de 3de plaats.

### Ronde 2
Wat niet vaak voorkomt is dat een pro een 12 op zijn kaart moet noteren. Dit overkwam Tim Sluiter na hole 2. Toch haalde hij de cut. Daan Huizing speelde een goede ronde en steeg dertig plaatsen.

### Ronde 3
Drie nieuwe namen in de top-3. Carlsson en Stewart hebben dit seizoen ieder al drie top-10 plaatsen behaald, Hatton heeft dit seizoen pas eenmaal de cut gemist en eindigde tweemaal op de 10de plaats en alle drie staan ze in de top-50 van de Challenge Tour ranking.

### Ronde 4
Tim Sluiter heeft een goede score voor zijn laatste ronde neergezet en ook Daan Huizing speelde weer onder par. 
Uit de top-10 viel alleen Scott Arnold weg, nadat hij een score van +5 over de eerste negen holes had gemaakt. Johan Carlsson ging op hole 12 naar -17 terwijl Otaegui als nummer 2 daar naar -13 ging en Hatton nog op -11 stond. Otaegui viel terug naar -11 en deelde de 2de plaats met Hatton en Stewart. Carlsson won, bereikte de top-5 van de Order of Merit en zal waarschijnlijk in 2014 op de Europese Tour spelen.
- Scores

| Speler          | OoM | Ronde 1 | Ronde 1 | Nr   | Ronde 2 | Ronde 2 | Totaal | Nr  | Ronde 3 | Ronde 3 | Totaal | Nr  | Ronde 4 | Ronde 4 | Totaal | Nr  |
| --------------- | --- | ------- | ------- | ---- | ------- | ------- | ------ | --- | ------- | ------- | ------ | --- | ------- | ------- | ------ | --- |
| Johan Carlsson  | 39  | 69      | -3      | T10  | 67      | -5      | -8     | T3  | 67      | -5      | -13    | 1   | 67      | -5      | -18    | 1   |
| Duncan Stewart  | 40  | 70      | -2      | T22  | 70      | -2      | -4     | T17 | 75      | -7      | -11    | T2  | 72      | par     | -11    | T2  |
| Tyrrell Hatton  | 46  | 68      | -4      | T6   | 72      | par     | -4     | T17 | 65      | -7      | -11    | T2  | 72      | par     | -11    | T2  |
| Adrian Otaegui  | 8   | 67      | -5      | T4   | 70      | -2      | -7     | T5  | 69      | -3      | -10    | 4   | 71      | -1      | -11    | T2  |
| Jeppe Huldahl   | 42  | 63      | -9      | 1    | 72      | par     | -9     | 2   | 73      | +1      | -8     | T5  | 72      | par     | -8     | T9  |
| Chan Kim        | 85  | 65      | -7      | 2    | 74      | +2      | -5     | T12 | 73      | +1      | -4     | T18 | 69      | -3      | -7     | T14 |
| Scott Arnold    | 100 | 67      | -5      | T4   | 67      | -5      | -10    | 1   | 74      | +2      | -8     | T5  | 75      | +3      | -5     | T20 |
| Tim Sluiter     | 17  | 66      | -6      | 3    | 79      | +7      | +1     | T60 | 71      | -1      | par    | T46 | 69      | -3      | -3     | T31 |
| Daan Huizing    | 3   | 73      | +1      | T69  | 69      | -3      | -2     | T31 | 73      | +1      | -1     | T38 | 71      | -1      | -2     | T38 |
| Pierre Relecom  | 103 | 73      | +1      | T69  | 73      | +1      | +2     | MC  |         |         |        |     |         |         |        |     |
| Wil Besseling   | 44  | 75      | +3      | T101 | 71      | -1      | +2     | MC  |         |         |        |     |         |         |        |     |
| Floris de Vries | 138 | 75      | +3      | T101 | 72      | par     | +3     | MC  |         |         |        |     |         |         |        |     |
| Reinier Saxton  | 158 | 75      | +3      | T101 | 74      | +2      | +5     | MC  |         |         |        |     |         |         |        |     |

| Leider |  | Toernooirecord |  | MC = missed cut = cut gemist |  | DQ = disqualified |

## Spelers
| - Carlos Aguilar - Byeong-hun An - Phillip Archer - Scott Arnold - HP Bacher - Jason Barnes - Oliver Bekker - Filippo Bergamaschi - Adrien Bernadet - Wil Besseling - Lucas Bjerregaard - Wallace Booth - Knut Borsheim - Christophe Brazillier - Markus Brier - Daniel Brooks - François Calmels - Guillaume Cambis - Johan Carlsson - Baptiste Chapellan - Luis Claverie - Marco Crespi - Jens Dantorp - Rhys Davies - Carlos Del Moral - Robert Dinwiddie - Agustin Domingo - Nick Dougherty - Edouard Dubois - Paul Dwyer - Pelle Edberg - Jamie Elson - Nacho Elvira - Jens Fahrbring | - Kenneth Ferrie - Charlie Ford - Matt Ford - Dylan Frittelli - Jordi García Pinto - Seb. García Rodriguez - Daniel Gaunt - Adam Gee - Max Glauert - Jacob Glennemo - Luke Goddard - David Griffiths - Julien Guerrier - Mark F. Haastrup - Chris Hanson - Tyrrell Hatton - Benjamin Hebert - Garry Houston - Jamie Howarth - Daan Huizing - Jeppe Huldahl - Sam Hutsby - Daniel Im - Eirik Tage Johansen - Andrew Johnston - Roope Kakko - Shiv Kapur - Dodge Kemmer - Lloyd Kennedy - Chan Kim - Sihwan Kim - Jerome Lando Casanova - Niklas Lemke - José-Filipe Lima | - Michaël Lorenzo-Vera - Paul Maddy - Stuart Manley - Andrew McArthur - Ross McGowan - Francis McGuirk - Jamie McLeary - George Murray - Tom Murray - Åke Nilsson - Thomas Nørret - Pedro Oriol - Adrian Otaegui - Brinson Paolini - Ben Parker - Andrea Pavan - Andrea Perrino - Terry Pilkadaris - Florian Praegant - Tapio Pulkkanen - Niccolo Quintarelli - Nicolo Ravano - Pierre Relecom - Bernd Ritthammer - Victor Riu - Andrea Rota - Charles-Edouard Russo - Lloyd Saltman - Reinier Saxton - Jack Senior - Gareth Shaw - Tim Sluiter - Gary Stal - Roland Steiner | - Duncan Stewart - Steven Tiley - Jason Timmis - Manuel Trappel - Damian Ulrich - Daniel Vancsik - Alvaro Velasco (2010) - Floris de Vries - Sam Walker - Pontus Widegren - Oliver Wilson Nationale PGA & invitaties - Yevgeny Kafelnikov - Andrey Pavlov - Konstantin Lifanov - Alexander Mayorov - Alexander Vongay - Laurie Canter - James Heath - Neil Raymond - Mark Nichols - Kurtis Clement - Jae-dong Sim - Yoonsik Kong - Pedro Figueiredo - Federico Colombo - Peter Gustafsson - Haydn Porteous - Brandon Stone Amateurs - Byung Ku Kang - Daulet Tuleubayev |